# 붉은눈청개구리
붉은눈청개구리(Agalychnis callidryas)는 청개구리과에 속한 청개구리에 일종이다. 학명은 Agalychnis callidryas다.

## 형태
몸은 대체로 초록색을 띄지만, 다리 위쪽은 푸른색, 발은 노란색이거나 붉은색을 띈다. 그리고 선명한 빨간 눈을 가졌다. 긴다리를 갖고있어 나무를 타는데 유리하다. 또, 발가락에는 빨판이 있어 가지나 나뭇잎에 붙어 이동할 수 있다.

## 서식지
열대우림의 강이나 연못 근처나 습 저지대에 서식하고, 멕시코 베라크루스주 남쪽이랑 오아하카주 북쪽에서 발견된다.